# Autoritratto (Filippino Lippi)
L'Autoritratto  di Filippino Lippi è un affresco su embrice di terracotta (50x31 cm), databile al 1485 circa e conservato nella Galleria degli Uffizi a Firenze.

## Storia e descrizione
L'opera è di attribuzione molto incerta, come ha sottolineato Luciano Berti, che parlò di un falso sei-settecentesco. L'effigiato è mostrato col busto di tre quarti voltato a sinistra, appena abbozzato dalle pennellate, e la testa ruotata verso lo spettatore, con uno sguardo diretto. Ha i capelli lunghi che escono dalla berretta, gli occhi leggermente infossati, il naso diritto, la bocca molto carnosa e leggermente dischiusa. Alcuni dettagli sono piuttosto inconsueti, come l'orecchio che sporge dalla capigliatura. Le fattezze sono molto simili all'autoritratto più sicuro di Filippino, quello nell'affresco della Disputa di Simon Mago e crocifissione di san Pietro nella Cappella Brancacci a Firenze. 